# Chambre de commerce et d'industrie du Valenciennois
La chambre de commerce et d'industrie du Valenciennois était l'une des 7 CCI du département du Nord avant la réorganisation des services consulaires élaborée en 2010.
La nouvelle organisation a été officialisée le 21 décembre 2010 par la création de la chambre de commerce et d'industrie Nord de France issue de la fusion de trois CCI : celle du Valenciennois, de Cambrai et d'Avesnes.

## Historique
- 20 - 27 novembre 2007 : Projet de fusion de la CCI avec la chambre de commerce et d'industrie du Cambrésis et celle de l'arrondissement d'Avesnes pour former la chambre de commerce et d'industrie du Hainaut-Cambrésis.
- 12 mars 2009 : Décret no 2009-283 sur la fusion de cette chambre avec celle de Cambrai et d'Avesnes pour former en 2010 la chambre de commerce et d'industrie Nord de France.

## Pour approfondir